# 松尾薫 (女優)
松尾 薫（まつお かおる、1995年7月8日 - ）は、日本の女優。
東京都出身。ABP inc.所属。血液型A型。身長162cm。

## 略歴
2005年、スカウトされて芸能界にデビュー。
フジテレビ系のバラエティ番組『笑っていいとも!』の「お気軽!快感テラピー」というコーナーが初のテレビ出演だった。
2007年8月頃にピュア☆コーポレーションからスマイルモンキーに移籍し、2013年4月からはABP inc.に所属している。
2020年2月12日、自身のInstagramを更新しサッカー選手の高井和馬と入籍したことを発表した。

## 人物
- 趣味は サッカー観戦、料理、カメラ、殺陣、ギター、およびお菓子作り。
- 特技は新体操、バレエ、および水泳。
- 東京ヴェルディのサポーターでホームは行ける日は必ず、仕事の日でも終わってから観戦に行くほど
- カメラは一眼はPENTAX、ミラーレスカメラはOLYMPUSを2台持っている。

## 出演

### テレビドラマ
- DRAMA COMPLEX らんぼう（2006年1月17日、日本テレビ） - 土田早苗 役
- 女王の教室スペシャル（2006年3月、日本テレビ） - 松本薫子 役
- 演歌の女王（2007年1月 - 3月、日本テレビ） - 生徒 役
- アタシんちの男子 第3話（2009年、フジテレビ） - 吉田真央（幼少期）役
- パーフェクト・リポート 第8話（2010年、フジテレビ） - 中学生 役
- トクボウ 警察庁特殊防犯課 第2話（2015年、読売テレビ）
- ドラマスペシャル 復讐法廷（2015年2月7日、テレビ朝日） - 清水真理 役
- LOVE理論 第1話（2015年、テレビ東京）
- 私たちがプロポーズされないのには、101の理由があってだなseason2（2015年、LaLaTV） - 美穂 役
- 臨床犯罪学者 火村英生の推理 第1話（2016年、NTV） - 水尾智佐役
- AKBホラーナイト アドレナリンの夜 第41話「リメイク」（2016年3月2日、テレビ朝日）-西島法子 役
- 月曜ゴールデン 民間科捜研 桐野真衣の殺人鑑定（2016年、TBS）
- 家売るオンナ 第8話（2016年、日本テレビ）
- 人形佐七捕物帳（2016年、BSジャパン） - ゲスト・おきん 役
- 殺人者の来訪～告解者～ （2017年、TBS） - 岡本深雪 役
- ハロー張りネズミ 第6話（2017年、TBS） - ゲスト
- 黒薔薇 刑事課強行犯係 神木恭子（2017年、テレビ朝日） ‐ 兼崎リサ 役
- リピート〜運命を変える10か月〜（2018年、読売テレビ） ‐ レギュラー・まひる役
- 部長 風花凛子の恋（2018年、読売テレビ）
- 我が家のヒミツ第3話（2019年、BSプレミアム）看護師役
- 騎士竜戦隊リュウソウジャー第14話(2019年、テレビ朝日)悠美役
- あなたの番です第12話(2019年、日本テレビ)

### ウェブドラマ
- 会社は学校じゃねぇんだよ 第5話（2018年、AbemaTV）
- ミライさん 第2話（2018年、LINE NEWS） ‐ ゲスト・ミサキ役

### バラエティ
- おはスタ（2007年4月 - 9月、テレビ東京） - おはキッズ レギュラー
- 私たちは天使だ!教えて浜ちゃん芸能界で当てて親孝行するぞスペシャル!（2009年、テレビ東京）
- キスマイBUSAIKU!?（2014年、フジテレビ） - マイコ役
- プロ野球選手たちの妻（2016年、TBS） - 松本由佳役
- 痛快TVスカッとジャパン「モテ自慢に敏感オンナ」（2016年8月8日、フジテレビ） - 井上真紀 役
- 1周回って知らない話（2016年） -黒木瞳 役
- キスマイ超BUSAIKU!?（2017年、フジテレビ） - マイコ役
- 浜ちゃんが!（2018年、読売テレビ） ‐ ゲスト
- エイキョーさん2（2018年） ‐ 小林麻央 役
- キスマイ超BUSAIKU!?（2019年、フジテレビ） - マイコ役

### 映画
- 怪談（2007年、松竹映画） - お園（幼少期）役
- ハチミツドロップス（2008年） - 水上千果子 役
- バルーンリレー（2012年） - 相沢こずえ・姉 役
- 零~ゼロ~（2014年）
- アオハライド（2014年12月13日公開 - 東宝）
- ストロボ・エッジ（2015年-東宝） - 遠藤つかさ 役
- 劇場霊（2015年）
- SCOOP!（2016年）

### CM
- バンダイ キッズケータイ papipo-パピポ-（2007年）
- 佐鳴予備校 夏サナハードル篇 (2007年)
- UR賃貸住宅 子供と隣人篇（2008年）
- 任天堂Wii Wiiであそぶ マリオテニスGC（2009年）
- 小学館 月刊少年サンデー ゲッサン創刊号（2009年）
- コナミ とんがりボウシと魔法の365にち 夏篇（2009年）
- 三井住友フィナンシャルグループ 企業CM・一生の銀行へ篇（2010年）
- 住友林業 大切な人篇(2011年)
- 東京ディズニーリゾート 行こう！春キャン篇（2011年）
- セブンイレブン STARWARS キャンペーン篇（2012年）
- スパリゾートハワイアンズ 人生初ハワイアンズ篇 (2012年)
- マクドナルド 15ピース・チキンマックナゲット篇（2012年）
- 神戸女子大学 青い詩「プール」篇 同「海辺」篇 同「消しゴム」篇 同「桜」篇（2013年）
- 神戸女子大学 看護学部 決意の歩み篇その1.その2 (2014年)
- モス おはよう朝モス篇 (2015年)
- マースジャパン スニッカーズ カラオケ篇 (2015年)
- WOWOW「DON’T TOUCH！キミは抜け出せるか？」(2015年)
- FANCL(2016年)
- ユニバーサル・スタジオ・ジャパン2016USJパレード篇 (2016年)
- JRAエリザベス女王杯篇(2016年)
- ディズニーストア(2017年)

### MV
- 亜咲花「KILL ME One More Time？」(2018年)-ヒロイン
- 木村竜蔵「25時の月」(2014年)-ヒロイン
- 関取花「最後の青」(2013年)-ヒロイン

### 雑誌
- 主婦の友社 「mina」（2008年2月号）
- 東京ニュース通信社 「B.L.T」 (2009年8月号、10月号)
- 玄光社 「CM NOW」 (2011年)
- 玄光社 「CM NOW」 (2012年、3-4月号)
- 学研パブリッシング  「Nikkor レンズのすべて」(2014年)
- 学研プラス 「BOMB-ボム」 (2014年、8月号)
- 白夜書房「Audition」(2014年、9月号)
- オリコン・エンタテインメント 「De☆view」 (2015年、1月号)
- 学研パブリッシング 「デジキャパ！」(2015年、5月号)
- 小学館「Enjoy Outing!」(2015年)
- オリコン・エンタテインメント 「コンフィデンス」 (2015年)
- スタイルグラフィック「kukka」(2016年)

### 舞台
- 「八月のシャハラザード」(2017年、八幡山ワーサルシアター)-主演・夕凪 役
- ざ☆くりもん「浮世行脚」(2019年、シアターグリーンBox in Box THEATER)-朝霞 役

### その他
- 河合塾(2009年)イメージキャラクター
- 成立学園中学・高等学校中学校開校(2010年)イメージキャラクター
- 神戸女子大学(2013年)イメージキャラクター
- サッカーキングハーフタイム(#SKHT)サッカーキングチャンネル「松尾薫のヴェルディ愛」（2018年） ‐ ゲスト